# HAVCR1
HAVCR1 (англ. Hepatitis A virus cellular receptor 1) – білок, який кодується однойменним геном, розташованим у людей на короткому плечі 5-ї хромосоми. Довжина поліпептидного ланцюга білка становить 359 амінокислот, а молекулярна маса — 38 720.
| 10         |  | 20         |  | 30         |  | 40         |  | 50         |
| ---------- |  | ---------- |  | ---------- |  | ---------- |  | ---------- |
| MHPQVVILSL |  | ILHLADSVAG |  | SVKVGGEAGP |  | SVTLPCHYSG |  | AVTSMCWNRG |
| SCSLFTCQNG |  | IVWTNGTHVT |  | YRKDTRYKLL |  | GDLSRRDVSL |  | TIENTAVSDS |
| GVYCCRVEHR |  | GWFNDMKITV |  | SLEIVPPKVT |  | TTPIVTTVPT |  | VTTVRTSTTV |
| PTTTTVPTTT |  | VPTTMSIPTT |  | TTVLTTMTVS |  | TTTSVPTTTS |  | IPTTTSVPVT |
| TTVSTFVPPM |  | PLPRQNHEPV |  | ATSPSSPQPA |  | ETHPTTLQGA |  | IRREPTSSPL |
| YSYTTDGNDT |  | VTESSDGLWN |  | NNQTQLFLEH |  | SLLTANTTKG |  | IYAGVCISVL |
| VLLALLGVII |  | AKKYFFKKEV |  | QQLSVSFSSL |  | QIKALQNAVE |  | KEVQAEDNIY |
| IENSLYATD  |  |            |  |            |  |            |  |            |

A: Аланін

C: Цистеїн

D: Аспарагінова кислота

E: Глутамінова кислота

F: Фенілаланін

G: Гліцин

H: Гістидин

I: Ізолейцин

K: Лізин

L: Лейцин

M: Метіонін

N: Аспарагін

P: Пролін

Q: Глутамін

R: Аргінін

S: Серин

T: Треонін

V: Валін

W: Триптофан

Кодований геном білок за функціями належить до рецепторів клітини-хазяїна для входу вірусу, рецепторів. 
Задіяний у таких біологічних процесах, як взаємодія хазяїн-вірус, поліморфізм. 
Локалізований у мембрані.